# De Havilland Vampire
O De Havilland DH.100 Vampire começou a ser planejado durante a Segunda Guerra Mundial, mas só foi concluído no final da guerra.
Em 1948, a versão DH Vampire F.1, bateu o recorde mundial de altitude (18 000m).

## Emprego na Força Aérea Portuguesa
Foram adquiridos dois aviões da versão DH-115 em Setembro de 1952, que foram os primeiros aviões de reacção em Portugal. Esses aviões tinham como finalidade a preparação de pilotos para as novas gerações de aviões de reacção que se vislumbrava adquirir.
Foram colocados na Base Aérea da Ota e foram abatidos ao serviço (quase sem utilidade) em 1962.

## Variantes
| Variante                        | Característica | Qtd. produzida                | Notas            |
| ------------------------------- | --- | ----------------------------- | ---------------- |
| DH.100                          | Protótipos para a especificação E.6/41 | 3                             | [ 2 ]            |
| Vampire Mk I                    | Caça monoposto para a RAF | 244                           | [ 2 ]            |
| J 28A                           | Versão sueca do Vampire Mk I mas com as asas cortadas para o padrão Mk 5, mas sendo 1 cm menor | N.D.                          | [ 3 ]            |
| Mk II                           | Versão com motores turbojato Rolls-Royce Nene | 1 protótipo e 2 conversões    | [ 2 ]            |
| F.3                             | Caça monoposto para a RAF. Dois protótipos convertidos do Mk I; 202 produzidos nesta configuração, vinte deles exportados para a Noruega                                                           | 224                           | [ 2 ]            |
| Mk IV                           | Projeto motorizado Rolls-Royce Nene | Não produzido                 |                  |
| FB.5                            | Caça-bombardeiro monoposto com motores turbojato Goblin 2; 930 para a RAF e mais 88 para exportação                                                                                                | 930+88                        | [ 2 ]            |
| FB.6                            | Caça-bombardeiro monoposto com motores turbojato Goblin 3; 178, sendo 100 produzidos na Suíça para Força Aérea Suíça                                                                               | 178                           | [ 2 ]            |
| Mk 8                            | Versão convertida de um Mk I com motor De Havilland Ghost | 1                             | [ 2 ]            |
| FB.9                            | Caça-bombardeiro tropicalizado com a adição de ar condicionado para o padrão Mark 5. Motorizado com o Goblin 3; 323 unidades a maioria produzida pela De Havilland mas também pela Fairey Aviation | 323                           | [ 2 ]            |
| Mk 10 ou DH.113 Vampire         | Dois protótipos com motor Goblin e dois assentos | 2                             | [ 2 ]            |
| NF.10                           | Caça noturno biposto para a RAF, 95 unidades incluindo 29 como NF.54 | 95                            | [ 2 ]            |
| Sea Vampire Mk 10               | Protótipo para testes de convés. Um convertido | 1                             | [ 2 ]            |
| Mk 11 ou DH.115 Vampire Trainer | Empreendimento privado, para um protótipo biposto de treino a jato | 1                             | [ 2 ]            |
| T.11                            | Treinador biposto motorizado com motor turbojato Goblin 35, construídos pela De Havilland e Fairey Aviation alguns com assento ejetor                                                              | 731                           | [ 2 ]            |
| Sea Vampire F.20                | Versão naval do modelo FB.5, construídos pela English Electric | 18                            | [ 2 ]            |
| Sea Vampire F.21                | Versão convertida do modelo F.3 com ventre reforçado e guancho de captura para testes de aterrissagem sem trem de pouso em conveses flexíveis                                                      | 6                             | [ 2 ] [ nota 3 ] |
| Sea Vampire T.22                | Treinador turbojato biposto para a Marinha Real construídos pela De Havilland | 73                            | [ 2 ]            |
| FB.25                           | Variantes do FB.5; exportados para a Nova Zelândia | 25                            | [ 2 ]            |
| F.30                            | Caça-bombardeiro monoposto para a RAAF. Motorizados com turbojato Rolls-Royce Nene; 57 construídos na Austrália                                                                                    | 57                            | [ 2 ]            |
| FB.31                           | Motorizado com Rolls-Royce Nene; 23 novos construídos na Austrália e 28 convertidos do F.30 | 23 novos + 28 conversões      | [ 2 ]            |
| F.32                            | Um F.30 convertido com ar condicionado | 1                             | [ 2 ]            |
| T.33                            | Versão biposto de treino com motores turbojato Goblin construídos na Austrália | 36                            | [ 2 ]            |
| T.34                            | Versão de treino biposto para a Marinha Real Australiana; construídos na Austrália | 5                             | [ 2 ]            |
| T.34A                           | Versão T.34 equipadas com assentos ejetores | 5 conversões                  | [ 2 ]            |
| T.35                            | Versão modificada de treino fabricada na Austrália | 68                            | [ 2 ]            |
| T.35A                           | Conversões do T.33 para a versão T.35 | 36 conversões                 | [ 2 ]            |
| FB.50                           | Exportado como J 28B para a Suécia, sendo que 12 unidades foram reconstruídas para a versão T.55 padrão                                                                                            | 310 + 12 conversões para T.55 | [ 2 ]            |
| FB.51                           | protótipo exportado para a França (a partir de uma conversão) | 1                             | [ 2 ]            |
| FB.52                           | Versão de exportação do Mk 6, sendo 36 unidades exportadas para a Noruega usados de 1949 até 1957                                                                                                  | 101                           | [ 2 ]            |
| FB.52A                          | Caça-bombardeiro monoposto para a Força Aérea Italiana, construídos na Itália | 80                            | [ 2 ]            |
| NF.54                           | Versão de exportação do Vampire NF.10 para a Força Aérea Italiana | 29                            | [ 2 ]            |
| T.55                            | Versão de exportação do treinador DH.115 com 216 unidades e mais seis conversões do modelo T.11 | 216 + 6 conversões            | [ 2 ]            |
| S.N.C.A.S.E. 'Vampire' FB.53    | Caça-bombardeiro monoposto para a Armée de l'Air, como Sud-Est SE 535 Mistral | 4 protótipos + 250            | [ 2 ]            |
| S.N.C.A.S.E. SE-532 Mistral     | Versão inicial de produção do Mk.53 para a Armée de l'Air | 97                            | [ 2 ]            |
| S.N.C.A.S.E. SE-535 Mistral     | Desenvolvimento do SE-532 para a Armée de l'Air | 150                           | [ 2 ]            |

## Operadores
| - África do Sul - Arábia Saudita - Austrália - Áustria - Birmânia - Canadá - Ceilão - Chile | - Katanga - Egito - Finlândia - França - Índia - Indonésia - Iraque - Irlanda | - Itália - Japão - Jordânia - Líbano - México - Nova Zelândia - Noruega - Portugal | - Rodésia - Suécia - Síria - Suíça - Reino Unido - República Dominicana - Venezuela - Zimbabwe |

## Galeria

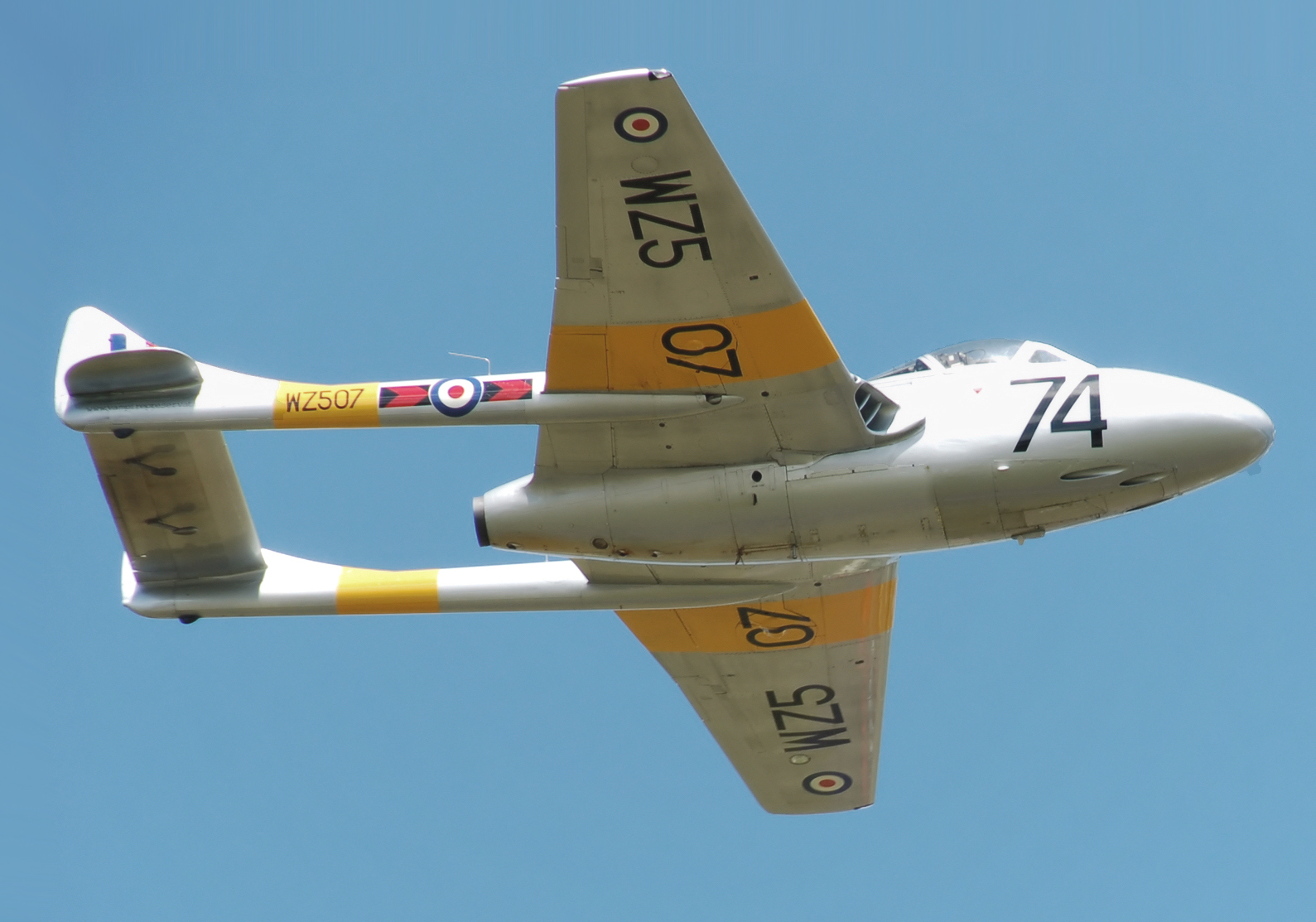
Vampire T.11 do Grupo de Preservação Vampire.
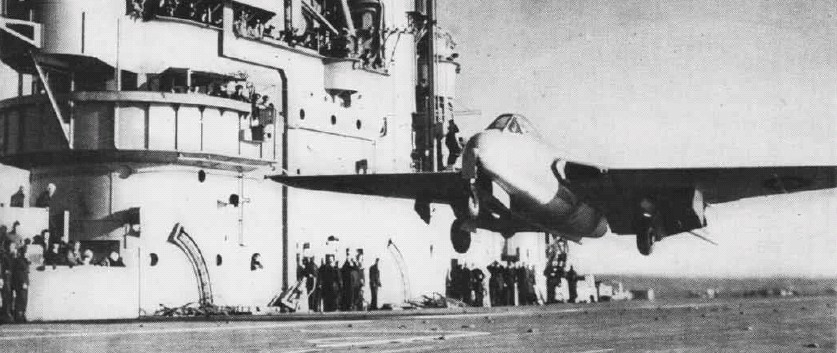
Primeira decolagem e aterrissagem de um jato em porta-avião em 1945. (Foto: Decolagem do porta-aviões HMS Ocean (R68)).
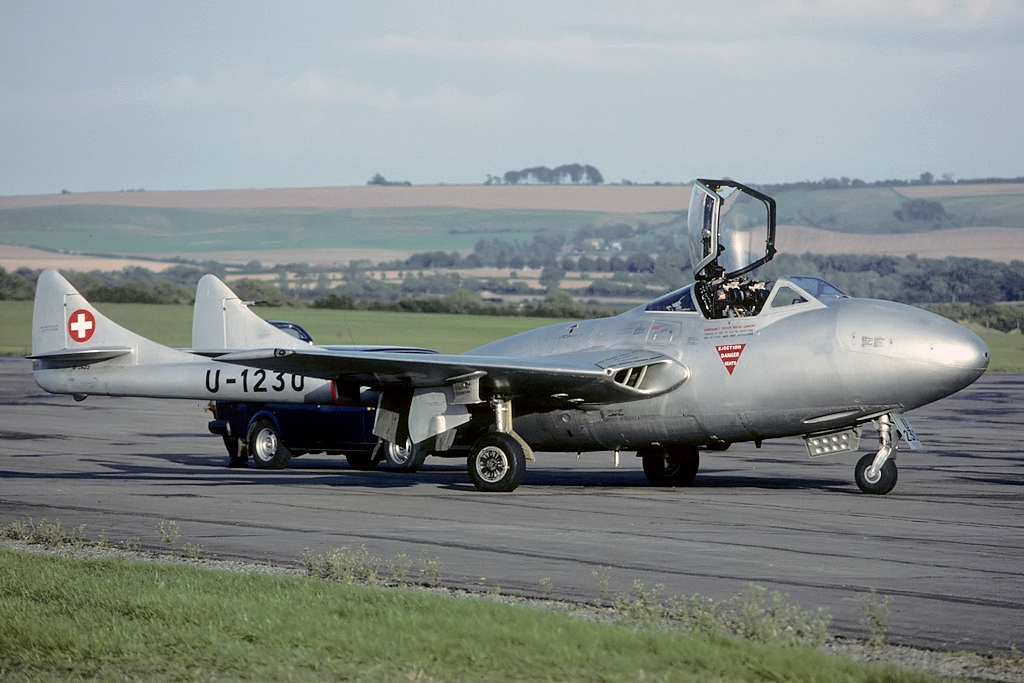
Vampire T55 da Força Aérea Suíça.
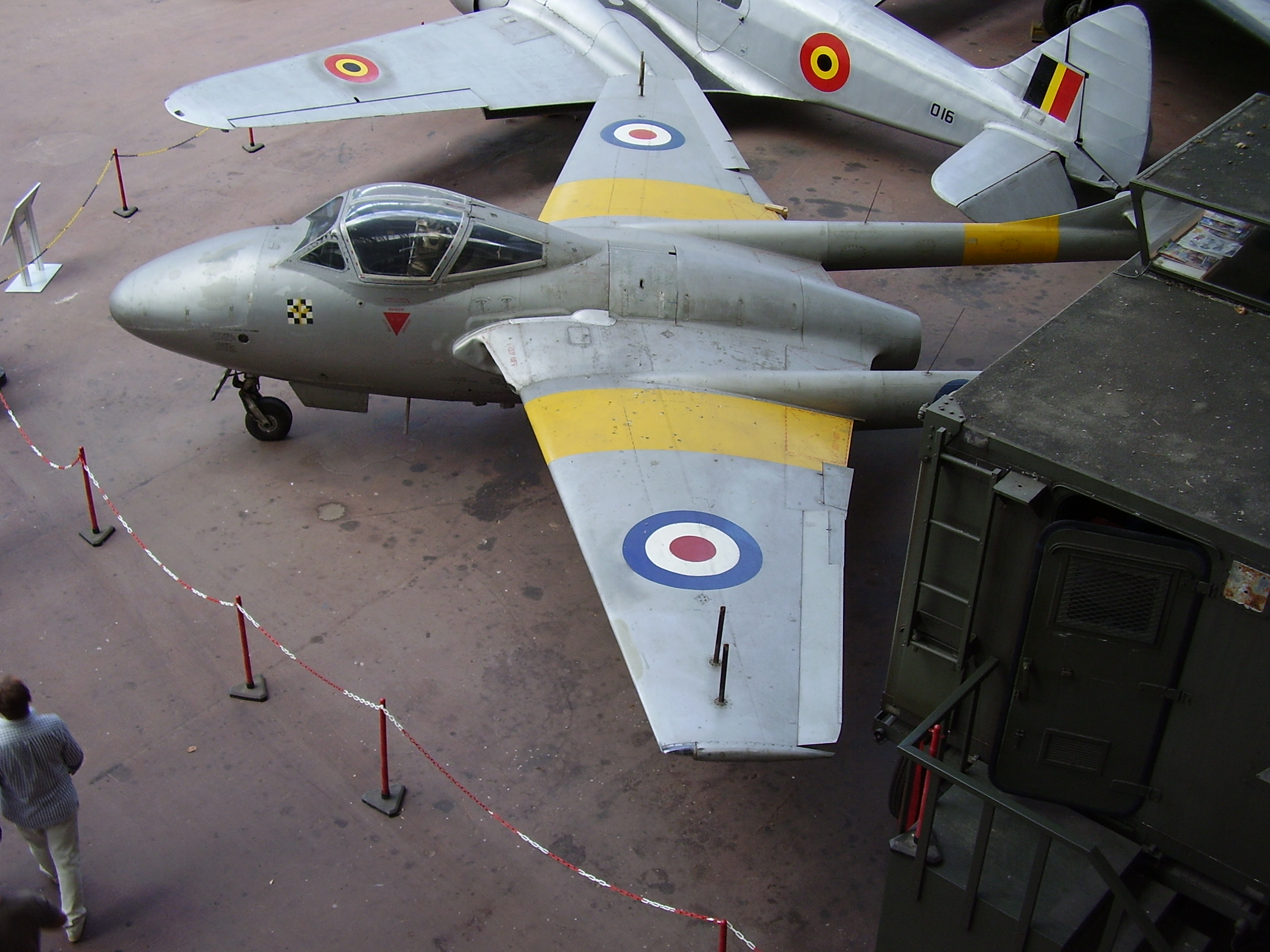
DH.115 Vampire T.11 em museu na Bélgica.